# Nikolaj Igorevitj Lebedev
 Ikke at forveksle med Nikolaj Ivanovitj Lebedev.
Nikolaj Igorevitj Lebedev (russisk: Николай Игоревич Лебедев) (født 16. november 1966 i Chișinău i Sovjetunionen) er en russisk filminstruktør og manuskriptforfatter.

## Filmografi
- Zmeinyj istotjnik (Змеиный источник, 1997)[1][2]
- Poklonnik (Поклонник, 1999)
- Zvezda (Звезда, 2002)
- Volkodav iz roda Serykh Psov (Волкодав из рода Серых Псов, 2006)
- Fonogramma strasti (Фонограмма страсти, 2010)
- Legenda No. 17 (Легенда №17, 2013)
- Ekipazj (Экипаж, 2016)